# Gârceni
Gârceni là một xã thuộc hạt Vaslui, România. Dân số thời điểm năm 2002 là 2574 người.